# Paracentrotus lividus
Il riccio di mare (Paracentrotus lividus (Lamarck, 1816)) è un riccio della famiglia Parechinidae., altri nomi comunemente usati sono riccio di mare comune o riccio di mare di roccia, spesso erroneamente indicato anche con il nome di riccio femmina nell'erronea convinzione che si tratti dell'esemplare femminile di Arbacia lixula, che è in realtà una specie differente.

## Distribuzione e habitat
È molto comune in tutto il Mar Mediterraneo e nell'Atlantico orientale, dalla Scozia alle Canarie.
Vive sui fondali rocciosi e popola le praterie di Posidonia oceanica, da 0 a 30 metri di profondità.

## Descrizione

### Larva
Il riccio appena nato si presenta sotto forma di una piccola larva gelatinosa di pochi millimetri, a simmetria bilaterale,  chiamata pluteo, dal cui corpo si dipartono da 4 a 6 braccia. Questo stadio dura dalle 4 alle 6 settimane, durante le quali il pluteo viene trasportato dalle correnti marine.

### Adulto
Al pari degli altri echinodermi presenta simmetria pentaraggiata.
Presenta uno scheletro calcareo, impropriamente detto guscio, che può raggiungere i 7 cm di diametro, munito di lunghi aculei mobili e, sulla superficie ventrale, di tante piccole estroflessioni con estremità a ventosa, dette pedicelli ambulacrali, che gli consentono di spostarsi. La colorazione può essere delle varie sfumature del viola, del marrone e del verdastro.
L'apparato boccale è costituito da 5 elementi scheletrici mobili, ciascuno provvisto di un dente.
Per respirare utilizza delle piccole branchie che pompano in continuazione acqua.

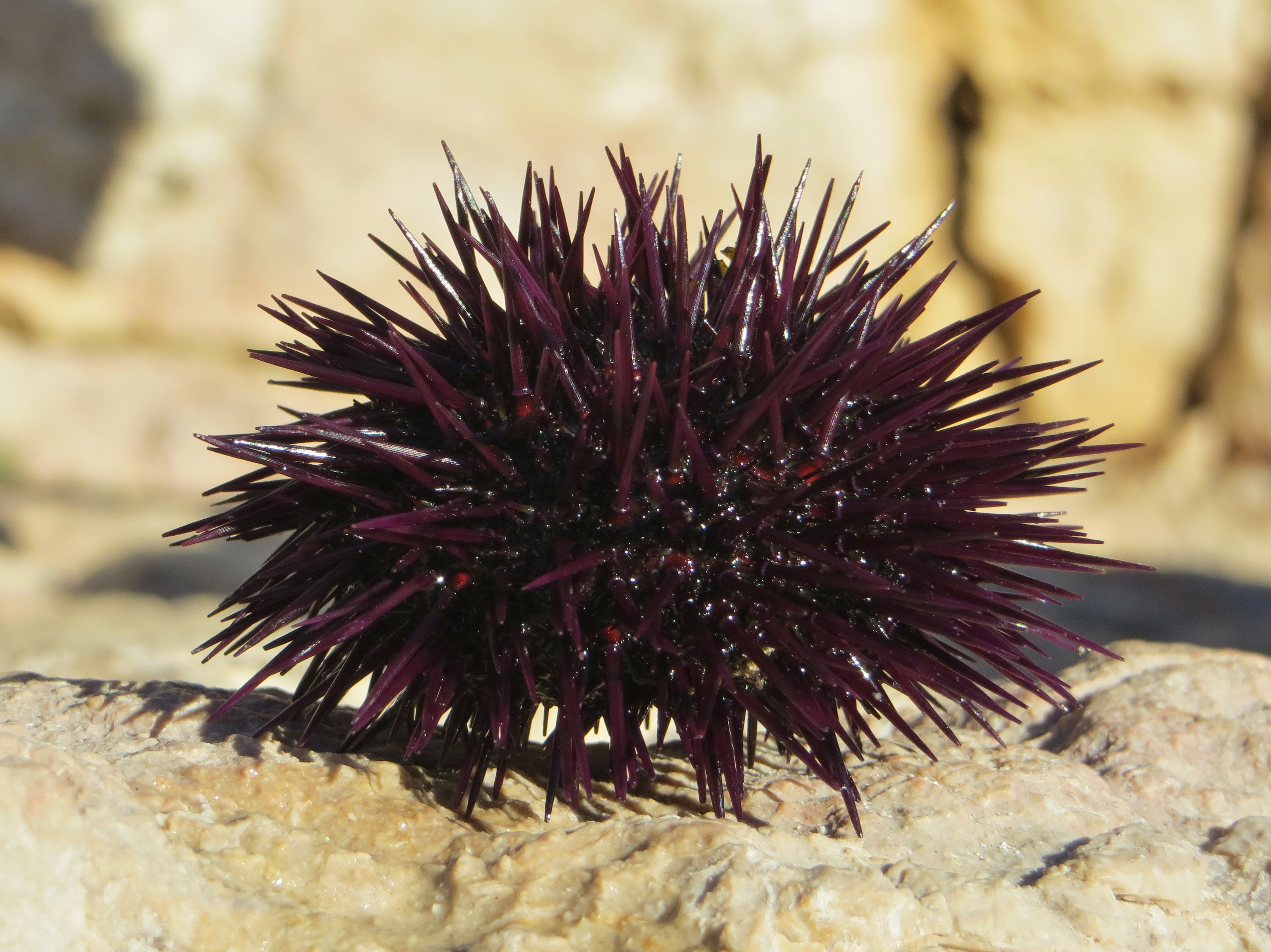
Aspetto generale visto di profilo.
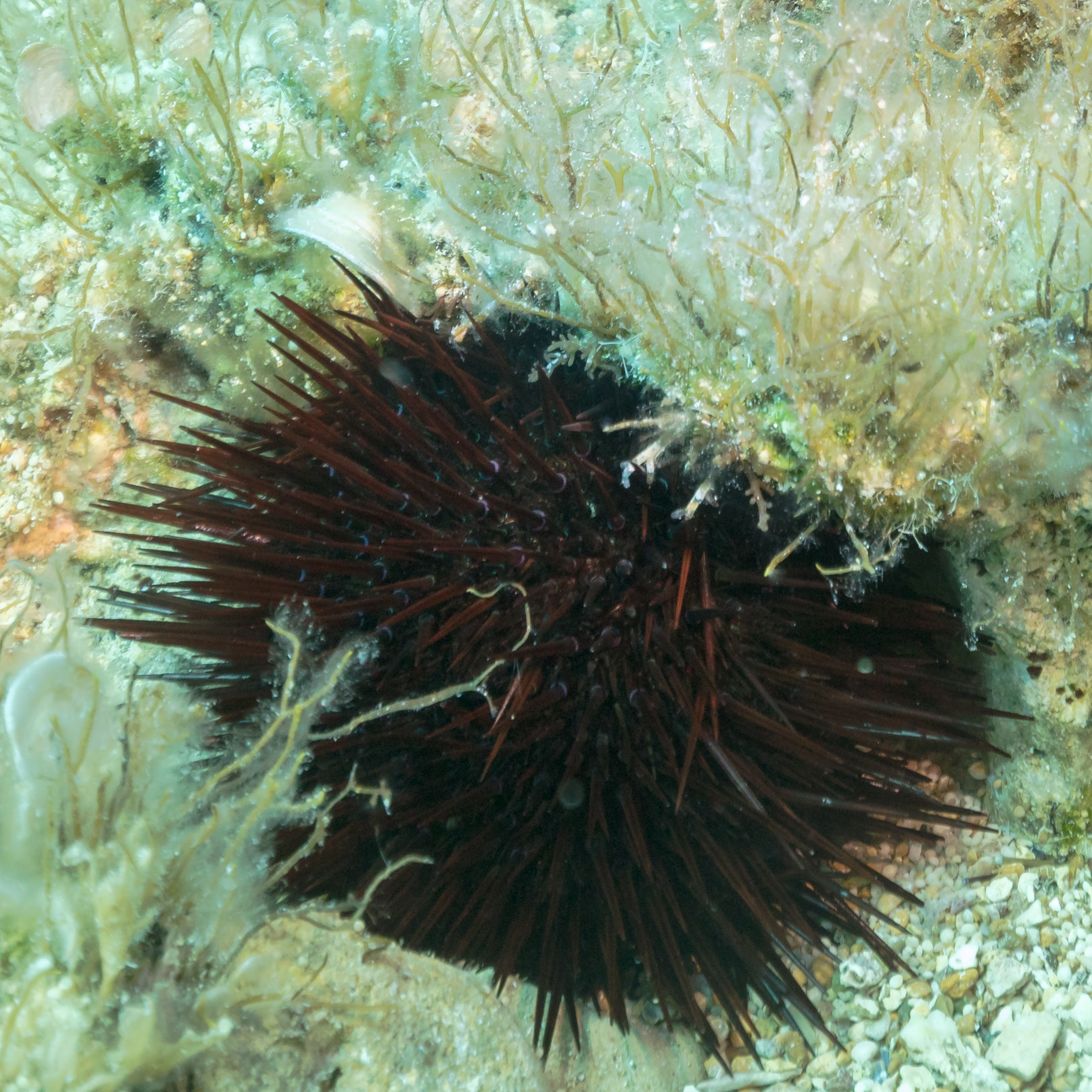
Faccia aborale (superiore).
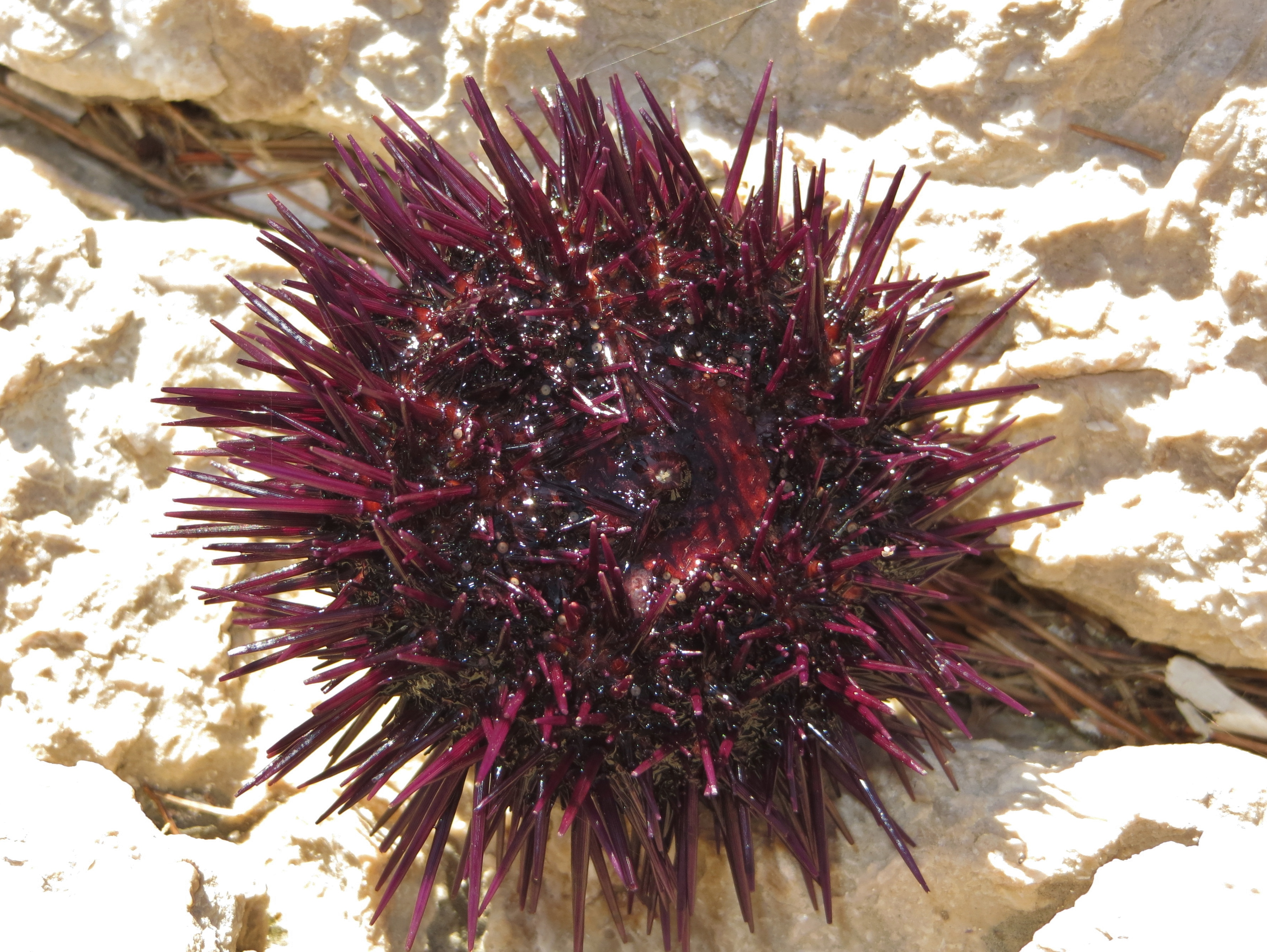
Faccia orale (inferiore), con la bocca al centro.
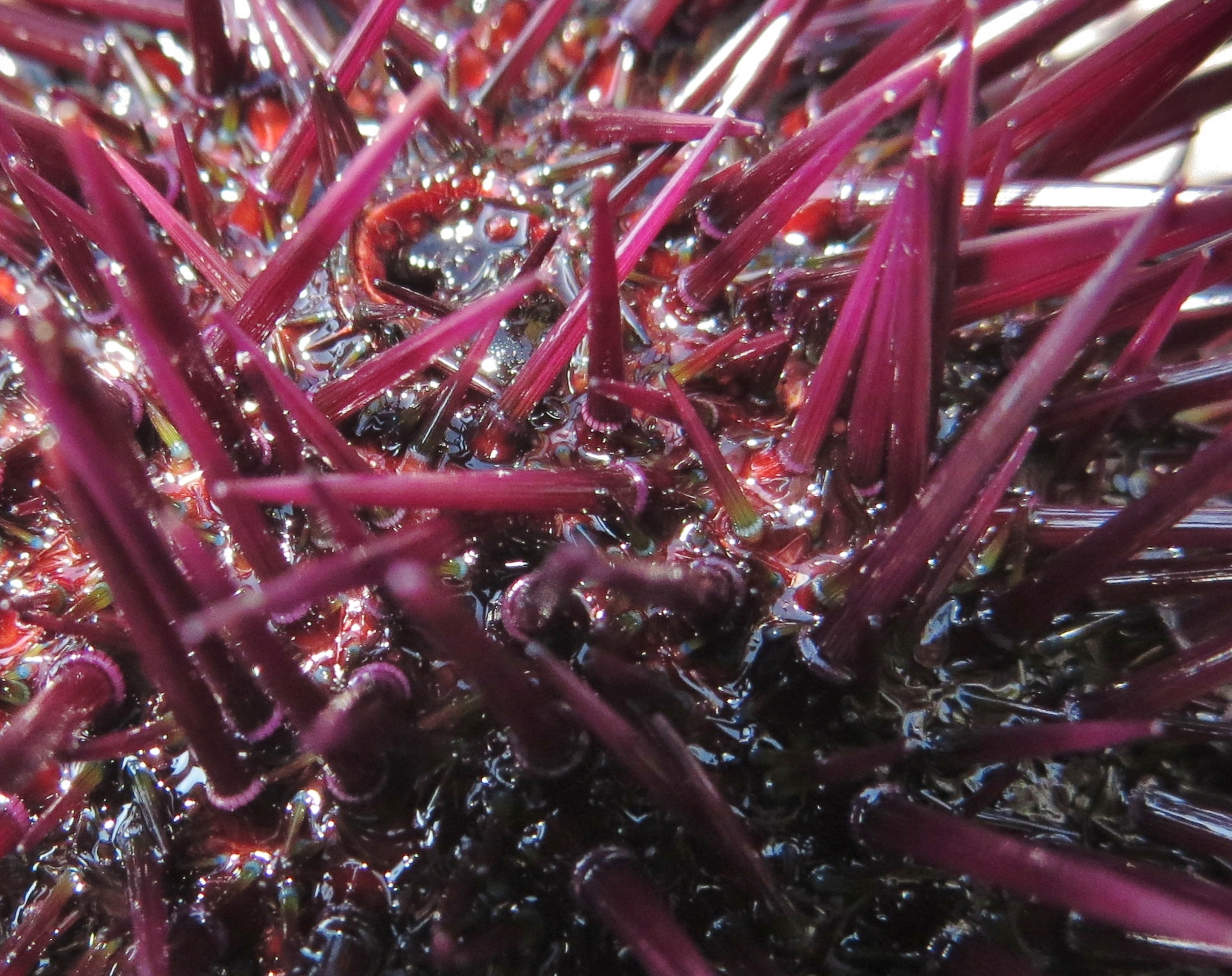
Primo piano degli aculei, caratterizzati da un cerchio chiaro alla base.
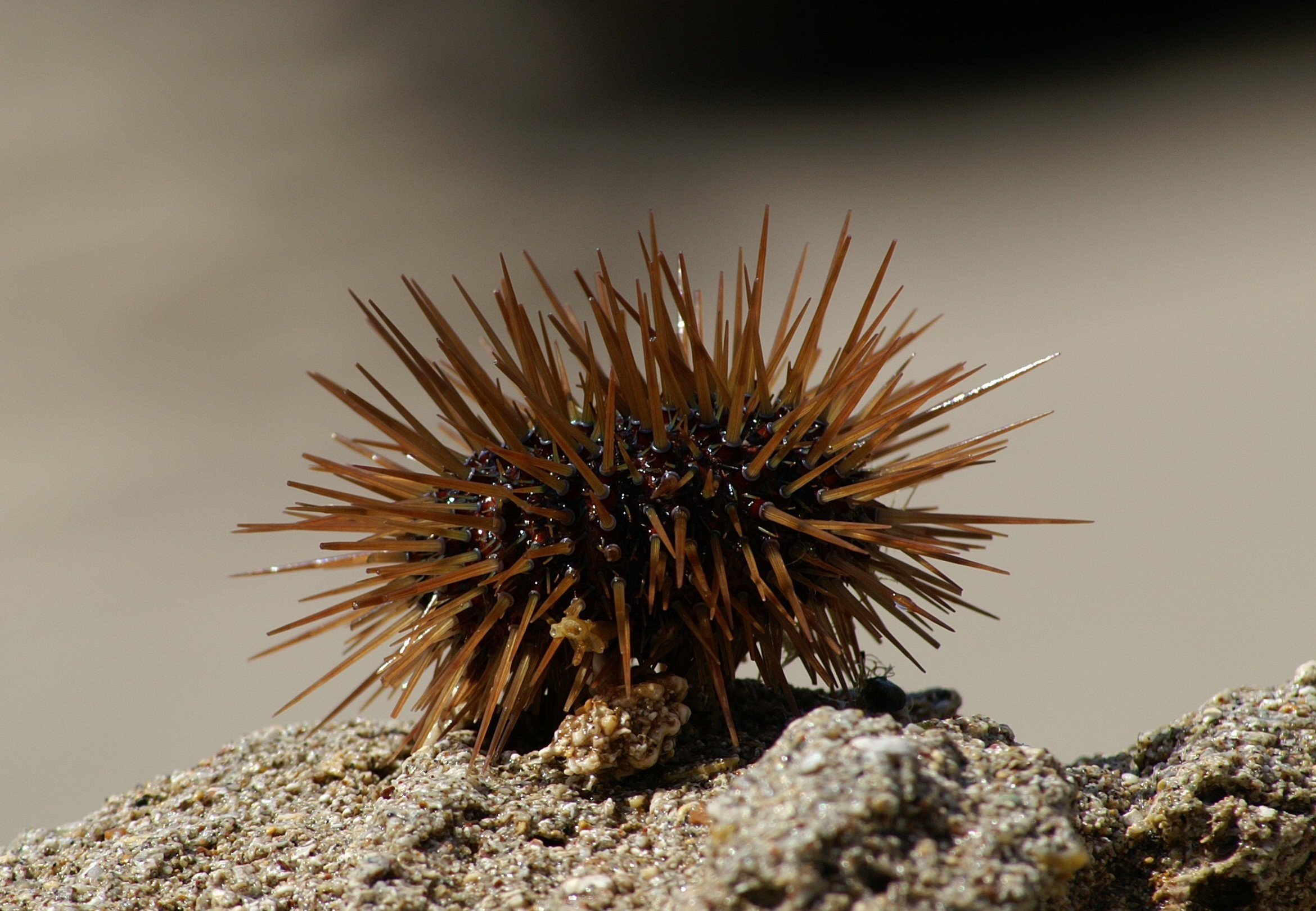
Giovanile bruno.

## Biologia

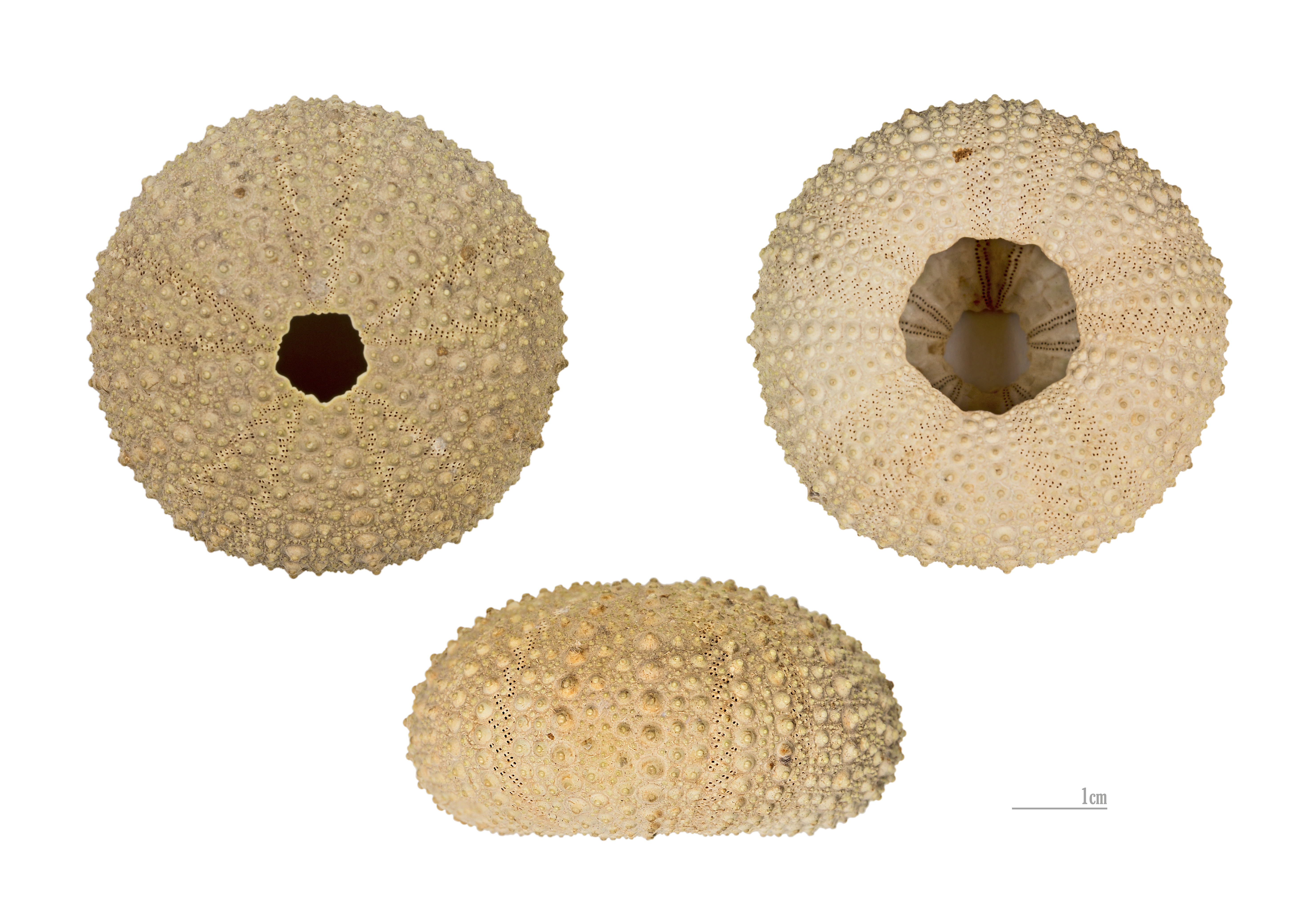
Paracentrotus lividus

Si nutre di alghe ma anche di piccoli animali e spugne, ed è tra i pochi organismi in grado di cibarsi direttamente delle foglie di Posidonia oceanica principalmente nelle ore notturne. Anche se vive nelle zone meno profonde e quindi più luminose ha bisogno di ombra e quindi si ricopre con pezzetti di Posidonia, sassolini e conchiglie, che vengono trattenuti con i peduncoli a ventosa.
L'osservazione di P. lividus consentì nel 1875 a Oskar Hertwig di descrivere per la prima volta la fusione dello spermatozoo con la cellula uovo al momento della fecondazione.  Da allora il riccio di mare è diventato un organismo modello prezioso per lo studio dell'embriologia.

## Commestibilità

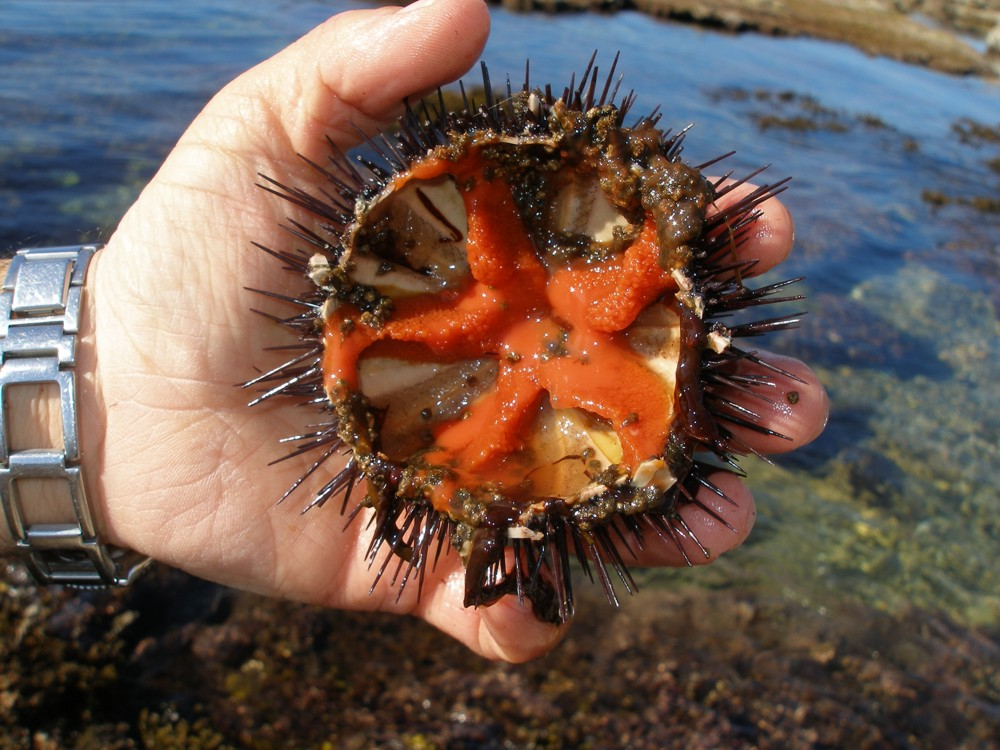
Le uova, la parte commestibile dell'animale.

Il riccio di mare, come viene comunemente chiamato, è una specie molto ricercata per la prelibatezza delle sue gonadi, che vengono consumate prevalentemente crude, accompagnate da pane e vino. In cucina vengono usate per la preparazione di numerosi piatti, tra cui gli spaghetti al riccio di mare. Le gonadi si possono trovare anche confezionate in vasetti sotto vetro.
La tradizione vuole che i paesi dove più è ricercato sono quelli latino/mediterranei quali la Francia, l'Italia e la Spagna, in prevalenza lungo le fasce costiere, ma è consumato più o meno in tutto il mondo. In Italia le regioni dove vi è molta richiesta sono quelle meridionali, dove vengono anche organizzate per tradizione popolare sagre e manifestazioni culinarie.
In natura il riccio ha tra i suoi predatori principali il sarago e l'orata, che nonostante gli aculei, grazie alle possenti dentature che queste specie possiedono, sono in grado di rompere i gusci e divorarne il contenuto, ma curiosamente anche tutto il guscio, il sarago particolarmente, non si sa perché, predilige inghiottire anche la lanterna.

## Regolamentazioni
In Italia la pesca del P. lividus è regolamentata dal decreto ministeriale del 12 gennaio 1995. Nelle regioni interessate vigono regolamentazioni specifiche sia relative alla dimensione che ai periodi e quantità di prelievo. In Sardegna per esempio tale pesca è consentita generalmente da 1º novembre al 30 marzo, sono consentite ca 50 unità a persona se pescate da privati e ca 3000 se pescate da pescatori subacquei professionisti muniti di apposita licenza emanata dalla Regione di pertinenza.